# Benigno Gutiérrez
Benigno Gutiérrez Valdivia (1 de setembre de 1925) és un exfutbolista bolivià.

## Selecció de Bolívia
Va formar part de l'equip bolivià a la Copa del Món de 1950. Participà en el Campionat sud-americà de 1949.